# Piper Islands National Park
Piper Islands National Park är en nationalpark i Australien.   Den ligger i kommunen Cook och delstaten Queensland, i den nordöstra delen av landet, 2 600 km norr om huvudstaden Canberra.
Terrängen runt Piper Islands National Park är mycket platt. Trakten är glest befolkad. Det finns inga samhällen i närheten. 